# Jojo Moyes

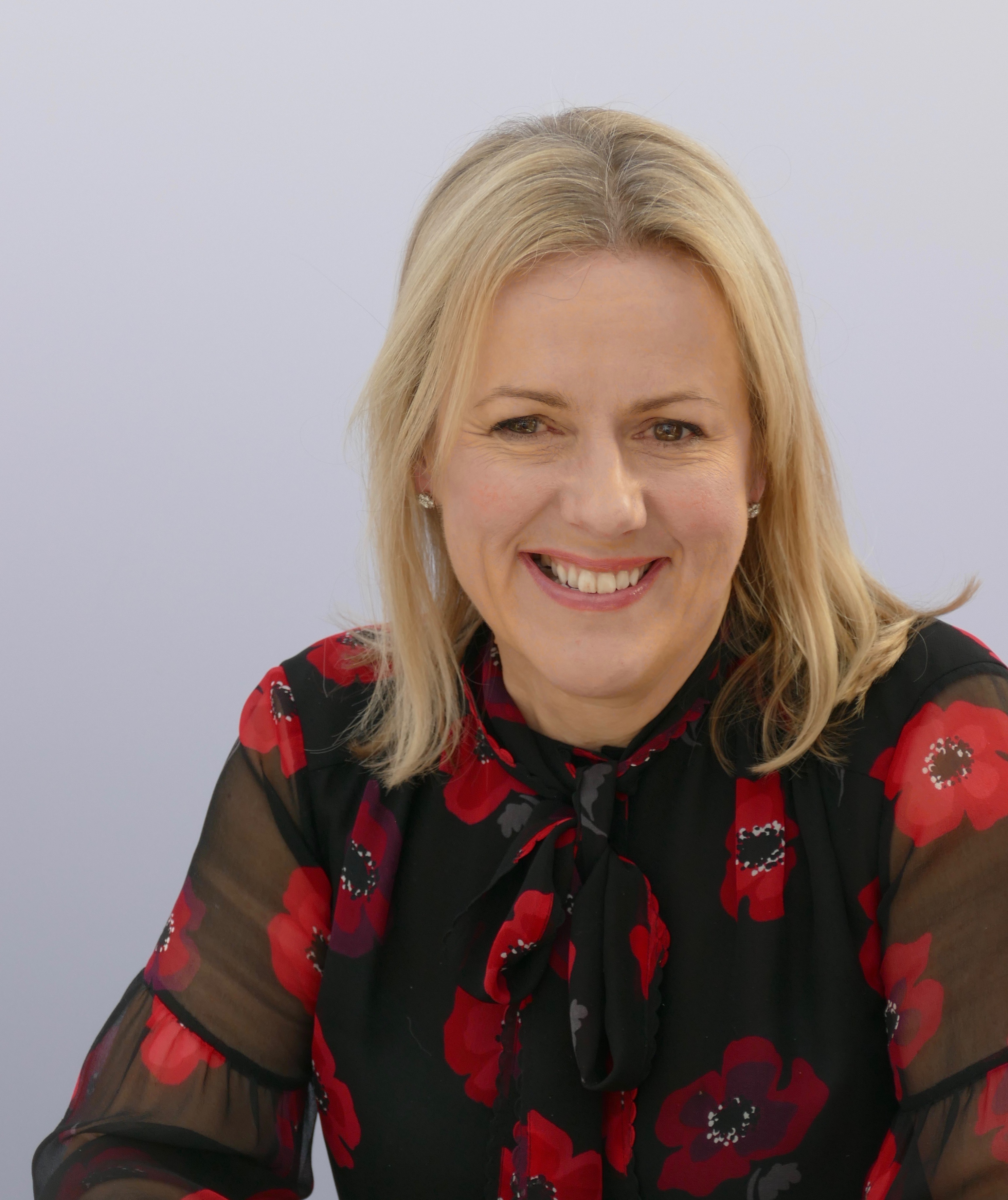
Jojo Moyes, 2018.

Jojo Moyes, född 4 augusti 1969 i Maidstone, Kent, är en brittisk journalist och författare.